# Stefania Grodzieńska
Stefania Grodzieńska (2 tháng 9 năm 1914 - 28 tháng 4 năm 2010) là nữ diễn viễn, vũ công và là nhà văn thể loại châm biếm người Ba Lan trong Thời kỳ Đệ Nhị Cộng hòa Ba Lan; bà được mệnh danh là Đệ nhất phu nhân hài hước của Ba Lan.

## Tiểu sử
Stefania Grodzieńska sinh ra ở Łódź trong những năm cuối cùng thuộc quyền sở hữu của đế quốc Nga. Bà dành thời thơ ấu ở Moscow . Bà kết hôn lần đầu khi 18 tuổi và chuyển đến Warsaw vào năm 1933. Bà từng làm việc tại nhà hát Cyganeria, khiêu vũ tại nhà hát Teatr Kameralny, và biểu diễn tại nhà hát Femina . Ở Warsaw Ghetto, Grodzieńska gặp người chồng thứ hai của bà, Jerzy Jurandot (một nhà thơ, nhà viết kịch, nhà văn châm biếm, nhạc sĩ). Hai người kết hôn vào năm 1938 .
Sau Thế chiến II, bà bắt đầu viết các chuyên mục cho tạp chí châm biếm Szpilki của Ba Lan, ngoài ra bà cũng viết độc thoại và tiểu phẩm. Các tác phẩm của bà được biểu diễn bởi các nghệ sĩ Hanka Bielicka, Adolf Dymsza, Loda Halama, Alina Janowska, Kalina Jędrusik, Bogumił Kobiela, Irena Kwiatkowska và nhiều người khác. Trong một số năm, Stefania Grodzieńska đã làm việc cho đài phát thanh truyền hình Polskie Radio, và sau đó làm trong bộ phận giải trí của đài truyền hình Telewizja Polska.
Bà qua đời sau một trận ốm vào ngày 28 tháng 4 năm 2010, hưởng thọ 95 tuổi, tại Skolimów. Bà được chôn cất ở Nghĩa trang quân đội Powązki ở Warsaw.

## Tác phẩm
- Dzionek satyryka
- Jestem niepoważna
- Brzydki ogród
- Felietony i humoreski
- Plagi i plażki
- Rozmówki
- Kłania się PRL
- Kawałki żeńskie, męskie i nijakie

Bà cũng viết một cuốn tiểu thuyết tên là Wspomnienia chałturzystki và một số tiểu sử và hồi ký khác.

## Giải thưởng tiêu biểu

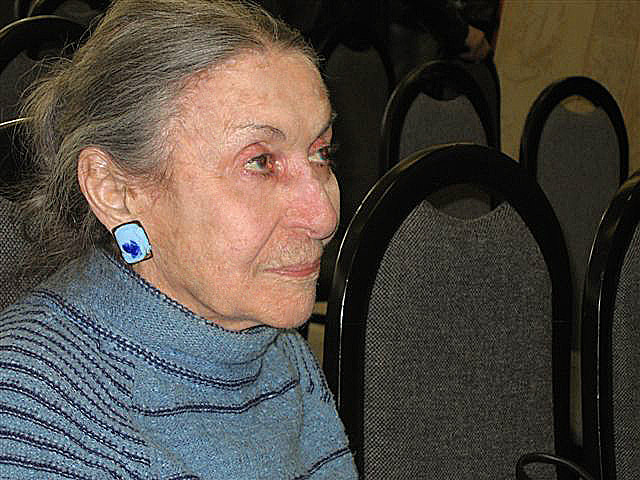
Grodzieńska vào năm 2006 (92 tuổi)

- Diamentowy Mikrofon (Giải thưởng Micrô kim cương)
- Hiacynt (Giải thưởng Hiacynt)
- Huân chương Polonia Restituta
- Huân chương vàng cho cống hiến Văn hóa – Gloria Artis